# Botanická zahrada a arboretum Štramberk

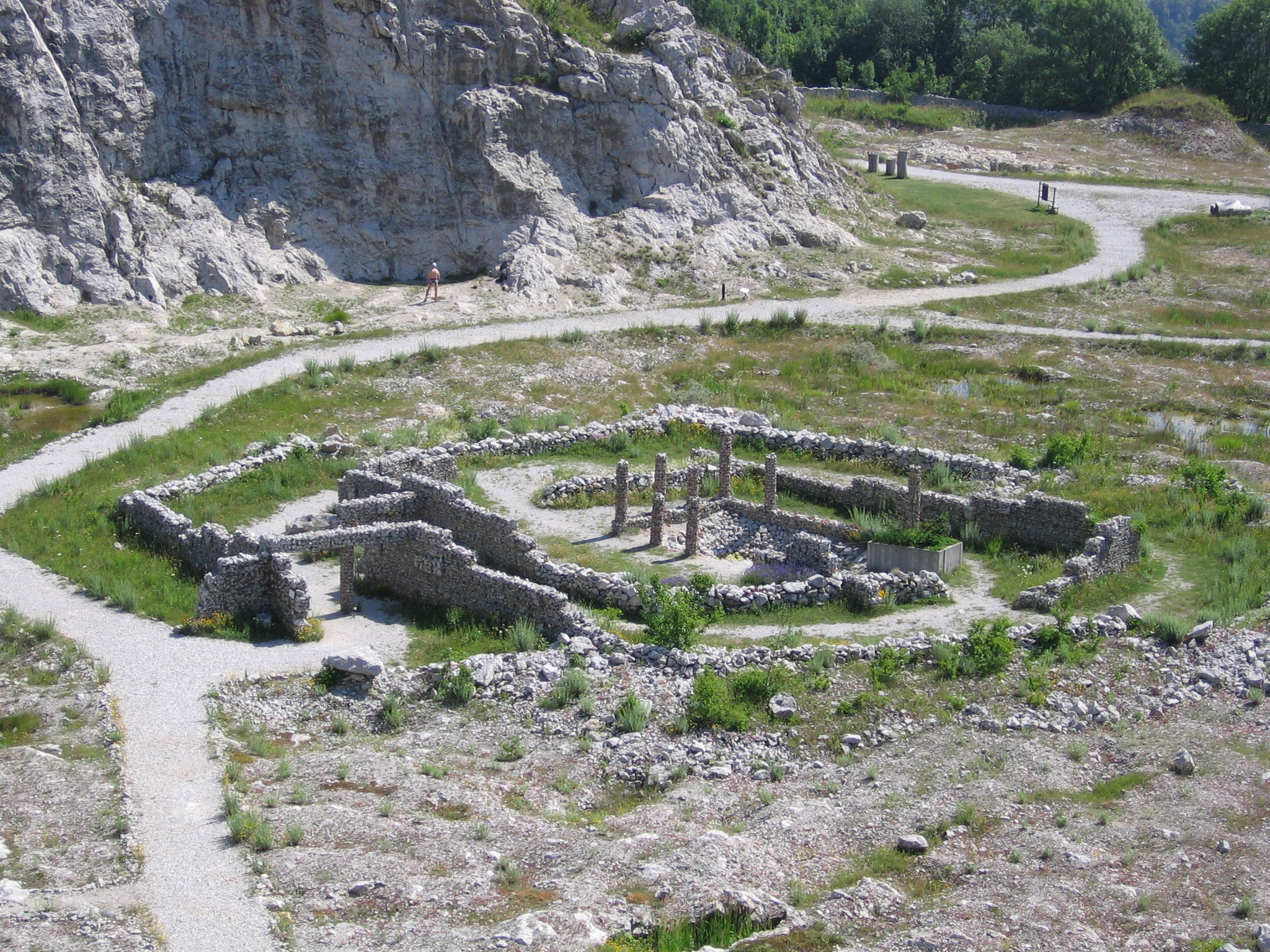
Střední část zahrady s kamenným labyrintem

Botanická zahrada a arboretum Štramberk je nedávno[kdy?] založená přírodní botanická zahrada. Nachází se v západní části města Štramberk v okrese Nový Jičín. Jejím těžištěm je starý vápencový lom, zvaný Dolní Kamenárka. Zahrada zabírá taky okolí lomu – suťový les a louky. Hlavními exponáty je vápnomilná a teplomilná flóra typická pro Štramberk (ve 20. století silně poničená těžbou vápence). Areál má velice členitý terén a rozkládá se na ploše téměř 10 ha. V lomu se nachází různé skalky, jezírka, kamenný labyrint a také jeskyně.

## Historie

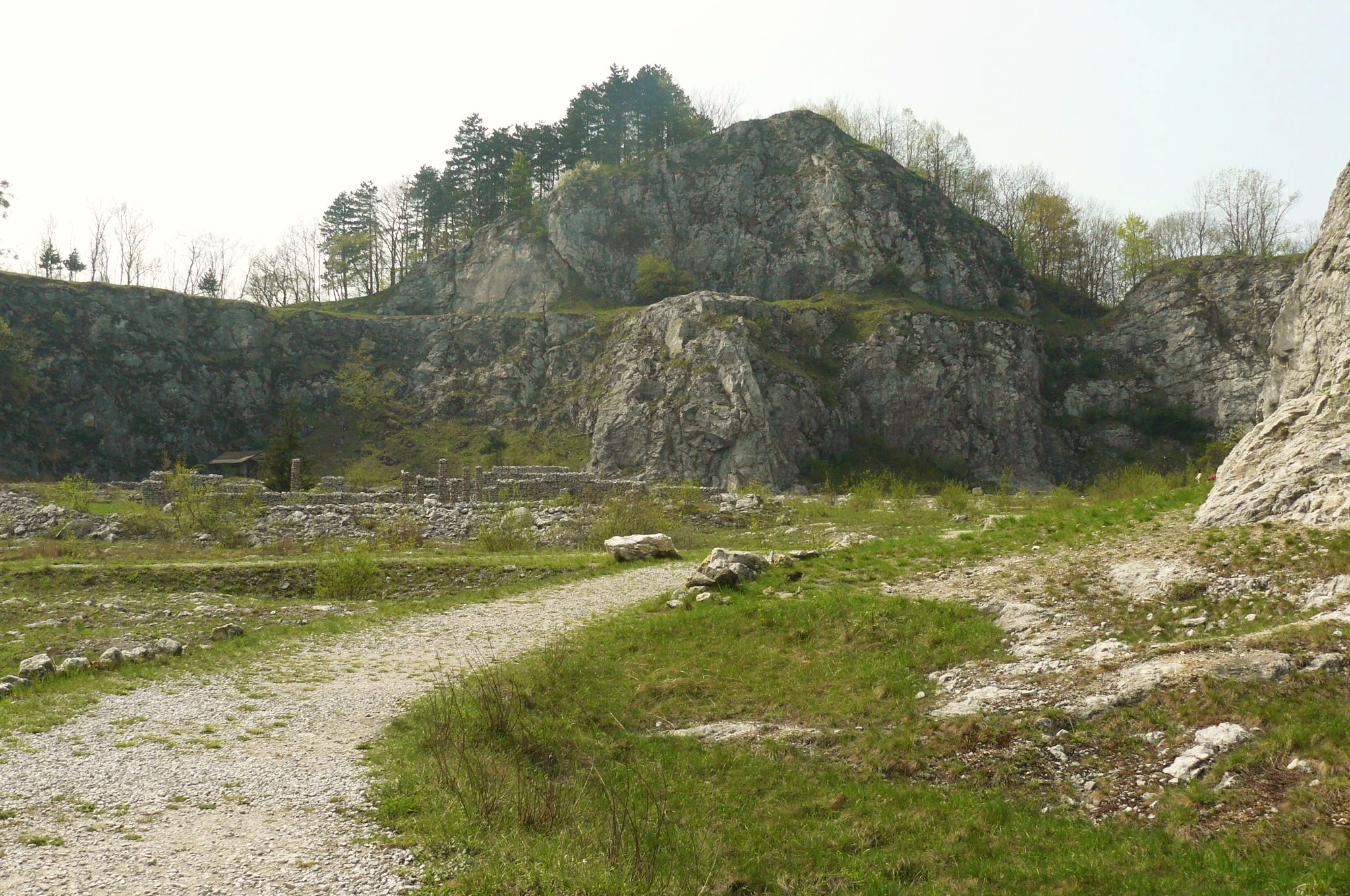

V Dolní Kamenárce se těžil vápenec od r. 1860 do dvacátých let minulého století. Poté byl lom využíván jako skládka komunálního odpadu. Později byl povrch skládky překryt škvárou a vzniklo tak fotbalové hřiště. V roce 1993 se o místo začal zajímat biolog Petr Pavlík a přišel se záměrem vybudovat zde botanickou zahradu. Lokalita byla chráněným ložiskovým územím pro budoucí těžbu vápence a již dříve bylo vydáno rozhodnutí o rozšíření těžby velkolomu Kotouč na toto území. Bylo tedy potřeba administrativně zařídit odpis ložiska. Poté bylo možno začít s rekultivací. Při likvidaci ekologické zátěže bylo z Kamenárky vyvezeno 986 plně naložených nákladních aut. Na odhaleném dně začaly první výsadby v roce 1998 až 1999.

## Flóra

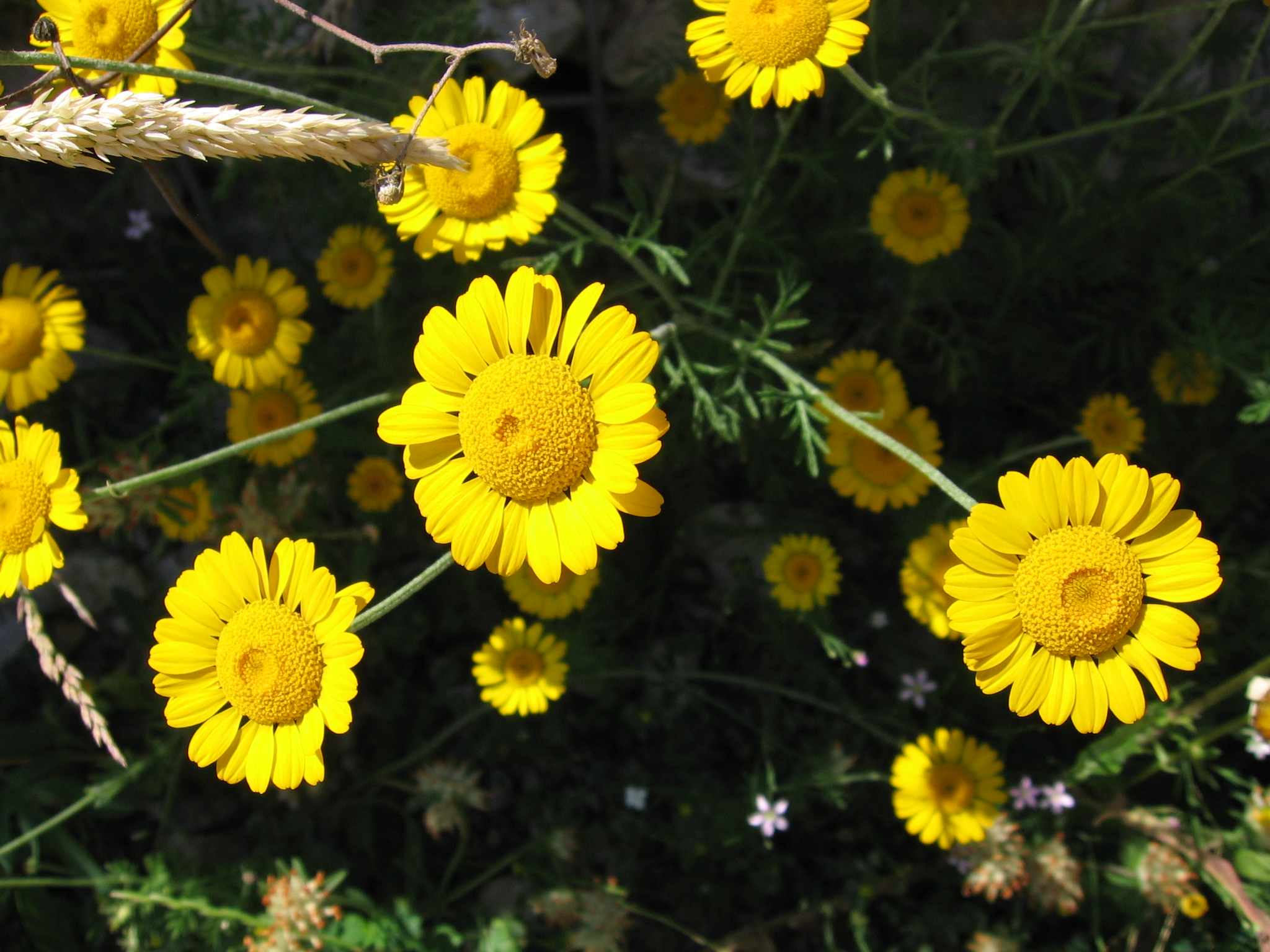
Rmen barvířský v zahradě

Vzniká zde expozice původní Štramberské vegetace, tedy vápnomilných a teplomilných rostlin, většinou velmi ohrožených. Některé vzácné rostliny sem byly introdukovány především z lomu Kotouč Štramberk (kde byly původní lokality těžbou zcela zničeny či jim zničení hrozí). 
Členitý terén dna lomu (jezírka, skalky) umožňuje růst mokřadní i suchomilné vegetace vedle sebe na jedné lokalitě. Z mokřadních druhů se zde vyskytují např. přeslička různobarvá, orobinec sítinovitý, orchidej kruštík bahenní, masožravá rostlina tučnice obecná či kriticky ohrožený keř židoviník německý. U velké řady vzácných a ohrožených druhů rostlin se vedou spory o jejich původnosti.

## Fauna

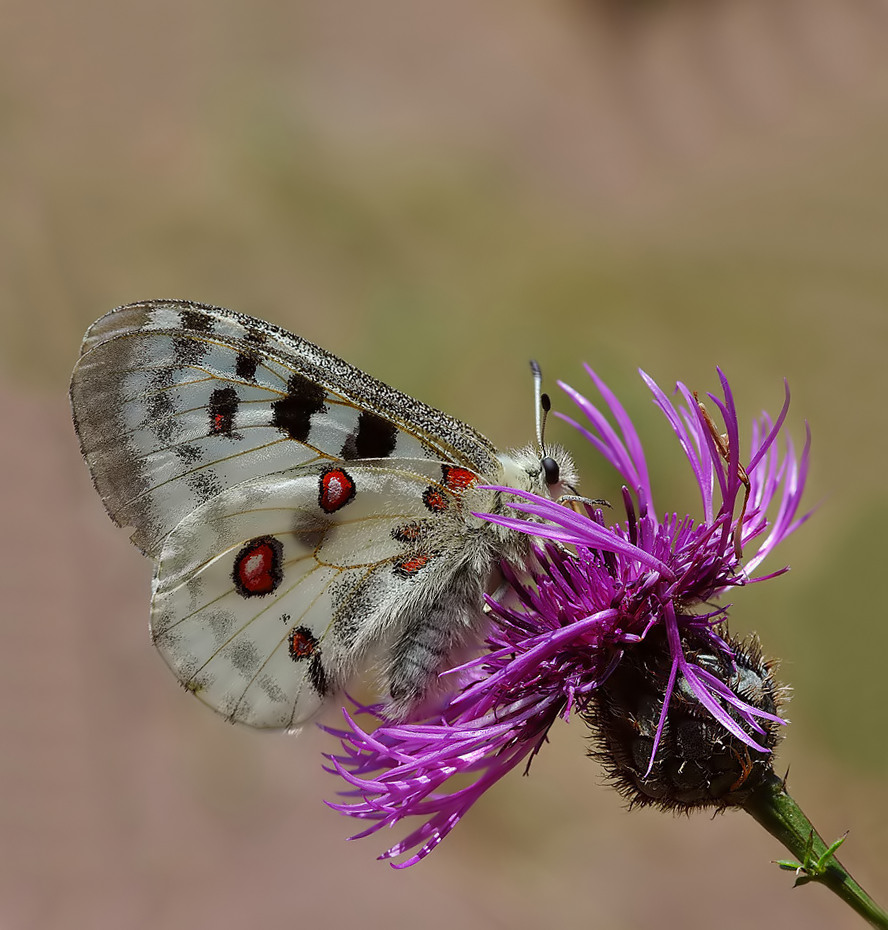
Jasoň červenooký

Mokřadní část lomu s jezírky obývá řada obojživelníků. Žije zde ropucha obecná, ropucha zelená, rosnička zelená, kuňka žlutobřichá, čolek obecný a čolek velký. Na skalních výchozech, suťových polích a lukách se vyskytuje řada zajímavých živočichů, například suchomilka bělavá, saranče modrokřídlá, svižník polní, soumračník skořicový, dlask tlustozobý, bělozubka šedá, plch lesní. Bylo zde zjištěno více než 1100 druhů motýlů. Běžně zde létá jasoň červenooký (Štramberk je jeho jedinou lokalitou v ČR, reintrodukován). Štramberk je taky jedinou lokalitou v ČR s výskytem ještěrky zední (zda původní?). Žije v sousední Horní Kamenárce a je možné, že se již rozšířila i do Dolní Kamenárky.

## Jeskyně
Na dně Dolní Kamenárky se nachází jeskyně. Byla objevena v květnu 1999 v době konání Štramberské pouti, dostala proto jméno Pouťová jeskyně. Speleologové pokračují v jejím průzkumu, ten však ztěžuje vápnitý písek, kterým je jeskyně zasypána. V roce 2006 se dostali do hloubky 53 metrů. O deset let později, v roce 2016, je to už 58 metrů. Zatím prozkoumaná část jeskyně má propasťový charakter s průměrným sklonem 52 stupňů.

## Další zajímavosti

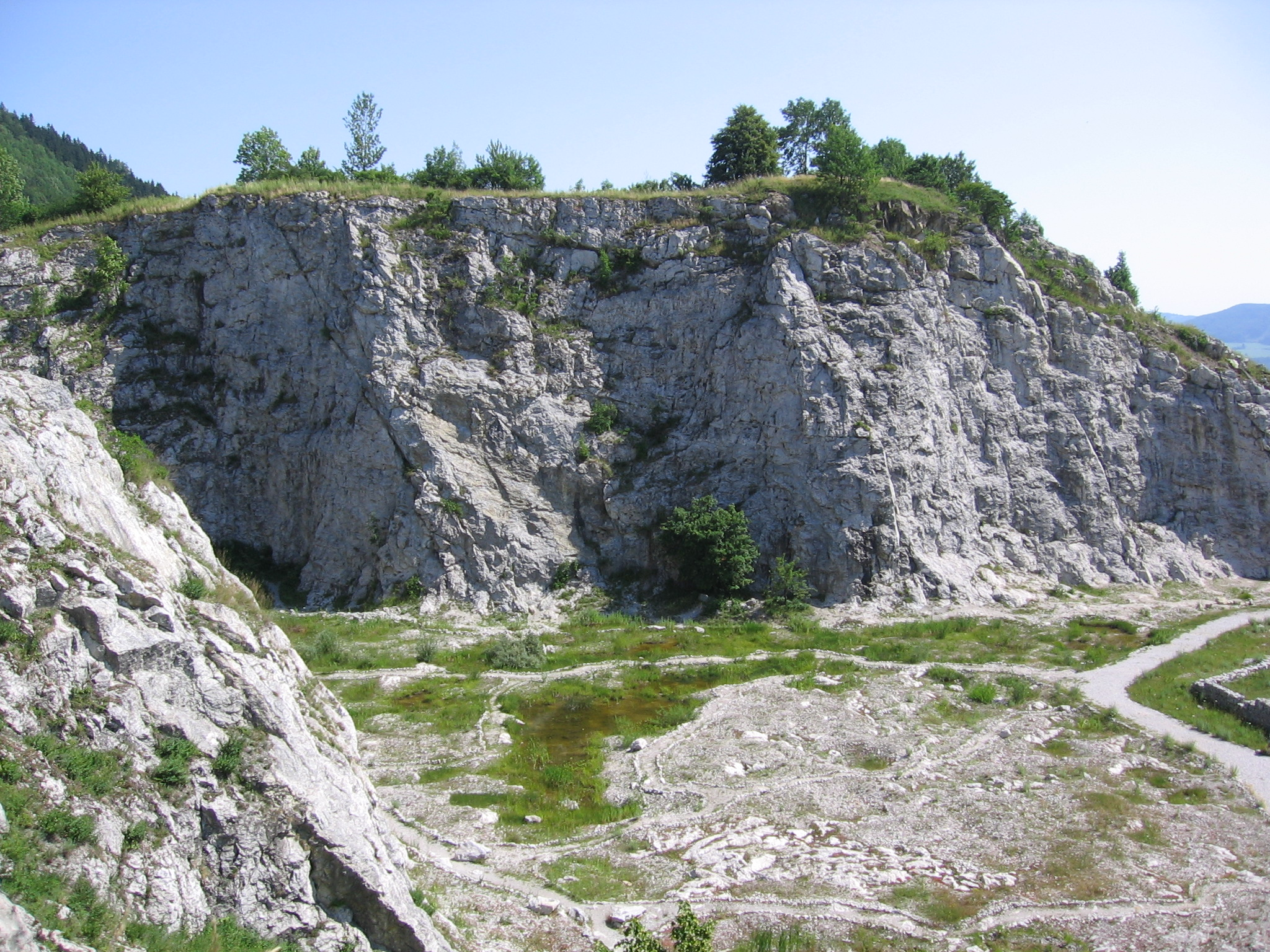
Mokřadní část zahrady

Uprostřed lomu postavil zakladatel a majitel zahrady Petr Pavlík kamenný labyrint. Má symbolizovat středomořskou oblast (o Štramberku se někdy říká, že z botanického hlediska se jedná o nejsevernější výběžek Středomoří).
V některých místech lomu jsou skály a kamení poměrně bohaté na zkameněliny. Dají se zde najít například články lilijic, ostny a destičky ježovek, žraločí zuby, schránky ramenonožců, části kolonií mechovek, schránky mlžů a mnohé další.
Na některých stěnách se nacházejí horolezecké cesty, kterých lze využít po dohodě s majitelem. Délka cest dosahuje až 30 m a obtížnosti (UIAA) od 3 do 6+.
V západní části se ve skalách nachází Skalní kaple Jana Křtitele, což je znovunalezený, historický a posvěcený obraz Jana Křtitele.

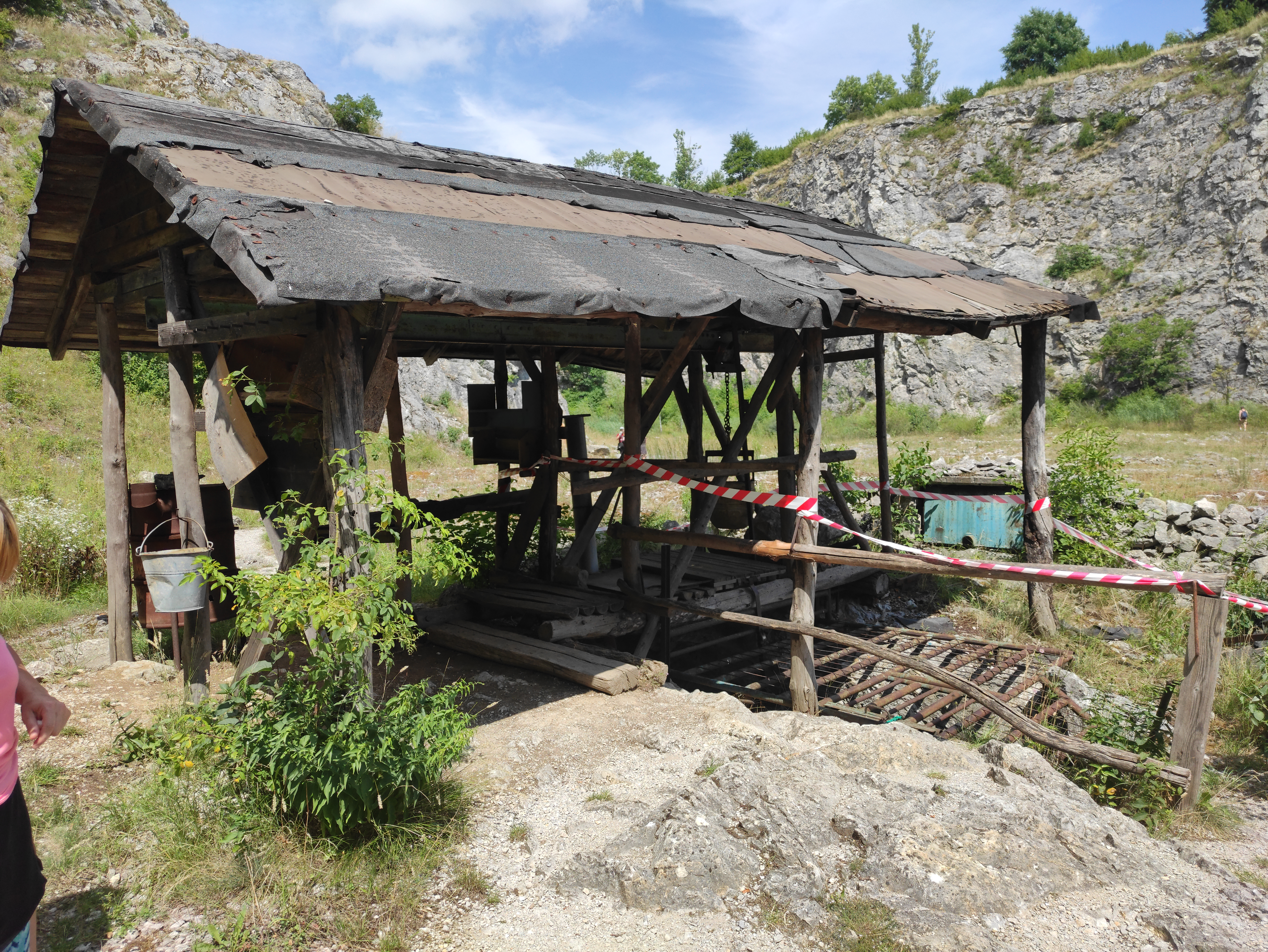
Přístřešek nad Pouťovou jeskyní